# Vartholomio
Vartholomio (Grieks: Βαρθολομιό) is een deelgemeente (dimotiki enotita) van de fusiegemeente (dimos) Pineios, in de Griekse bestuurlijke regio (periferia) West-Griekenland.

## Plaatsen in de gemeente
- Vartholomio, 3.714 inwoners
- Dimitra (Δήμητρα), 307 inw.
- Kalyvia (Καλύβια), 159 inw.
- Lygia (Λυγιά), 698 inw.
- Machos (Μάχος), 470 inw.